# Synopeas nervorum
Synopeas nervorum är en stekelart som beskrevs av Jean-Jacques Kieffer 1916. Synopeas nervorum ingår i släktet Synopeas och familjen gallmyggesteklar. Inga underarter finns listade i Catalogue of Life.